# Delias shirozui
Delias shirozui är en fjärilsart som beskrevs av Osamu Yata 1981. Delias shirozui ingår i släktet Delias och familjen vitfjärilar. Inga underarter finns listade i Catalogue of Life.